# Pierre Gellé
Pierre Gellé (* 1878; † 12. August 1917) war ein französischer Schwimmer und Wasserballspieler.

## Karriere
Gellé nahm 1900 an den Olympischen Spielen in Paris teil. Im Wettbewerb über 4000 m Freistil scheiterte er im Vorlauf. Mit der Mannschaft von Pupilles de Neptune de Lille nahm er außerdem am Wettbewerb im Wasserball teil. Hier gewann das Team Bronze.